# Ерстенюк Микола Васильович
Мико́ла Васи́льович Ерстеню́к (нар.12 грудня 1892, с. Перерісль (нині Надвірнянського району Івано-Франківської області) — пом.1 листопада 1937, Сандармох) — юрист, офіцер австрійської і галицької армій, державний діяч. Жертва більшовицького терору.

## Життєпис
Закінчив гімназію в Коломиї. Працював на нафтопромислах Борислава. Навчався на юридичному факультеті Львівського університету.
У роки Першої світової війни пройшов шлях від стрільця до поручника австрійського 87-го піхотного полку. Від 1916, після поранення, служив у Воєнному архіві у Відні. Хорунжий Української Галицької армії.
У 1919—1924 провадив більшовицьку пропаганду в Німецькім Яблоннім та Йозефові (Чехословаччина) серед вояків інтернованих формувань УГА. Закінчив юридичний факультет Карлового університету в Празі. 1924 вступив до Комуністичної партії Чехословаччини, прийняв громадянство УСРР і з першим транспортом галичан-політемігрантів виїхав в Україну.
Упродовж місяця — секретар комуністичного осередку політичних емігрантів на карантинному пункті Державного політичного управління УСРР в Києві, потім виїхав до Харкова, де працював у Наркоматі юстиції УСРР; у 1925—27 — особистий секретар та прокурор для доручень при Наркомі юстиції УСРР та Генеральному прокурорі УСРР М. Скрипнику. Займався упорядкуванням його особистого домашнього й наркомівського архівів, підготовкою до друку його чернеток та ін. З переходом М. Скрипника на роботу до Наркомосу УСРР обійняв посаду помічника вченого секретаря Наркомосу УСРР й одночасно особистого секретаря Наркома освіти УСРР (1927—1933). Був вправним стенографістом.
19 лютого 1933 ув'язнений за сфабрикованою справою «Української військової організації». 21 лютого «визнав» свою належність до УВО, його покази згодом були використані в кампанії дискредитації М. Скрипника.
23 вересня 1933 судовою трійкою при Колегії ГПУ УСРР за ст. 54-2-3-4-6-8-10-11-13 КК УСРР засуджений до 10 років таборів. Відбував покарання на Соловках (табірний пункт Кремль) в одиночній камері спецізолятора.
Особливою трійкою Управління НКВД СРСР по Ленінградській області 14 жовтня 1937 засуджений до розстрілу.
Розстріляний 1 листопада 1937 в урочищі Сандармох поблизу селища Медвежа Гора (нині місто Медвеж'єгорськ у Карелії, РФ).
Реабілітований Прокуратурою України 3 серпня 1989 р. і прокуратурою Архангельської області РРФСР 8 вересня 1989 р.